# Municipio de Ecklund
El municipio de Ecklund (en inglés: Ecklund Township) es un municipio ubicado en el condado de Burleigh en el estado estadounidense de Dakota del Norte. En el año 2010 tenía una población de 103 habitantes y una densidad poblacional de 0,74 personas por km².

## Geografía
El municipio de Ecklund se encuentra ubicado en las coordenadas 47°6′48″N 100°43′3″O / 47.11333, -100.71750. Según la Oficina del Censo de los Estados Unidos, el municipio tiene una superficie total de 139.67 km², de la cual 139,67 km² corresponden a tierra firme y (0 %) 0 km² es agua.

## Demografía
Según el censo de 2010, había 103 personas residiendo en el municipio de Ecklund. La densidad de población era de 0,74 hab./km². De los 103 habitantes, el municipio de Ecklund estaba compuesto por el 93,2 % blancos, el 0,97 % eran isleños del Pacífico y el 5,83 % eran de una mezcla de razas. Del total de la población el 0 % eran hispanos o latinos de cualquier raza.